# Картала
Картала (араб. القرطالة‎, фр. Karthala) — активный вулкан, самая высокая точка на острове Нгазиджа (Гранд-Комор), крупнейшем из четырех Коморских островов, расположенных в Индийском океане. Высота вулкана 2561 м. На вершине его кратер шириной 300 м и глубиной 100 м, расположенный в кальдере, поперечник которой 5 км. Картала — базальтовый щитовой вулкан, извержения относятся к гавайскому типу[уточнить].
С XIX века произошло больше 20 извержений. После 11-летнего перерыва вулкан начал извергаться в апреле 2005 года. Последнее извержение было в январе 2007 года.

## Вулканическая активность

### Извержение апрель 2005 года
Извержение, которое несло в себе риск возникновения потоков лавы и смертоносного вулканического газа, привело к эвакуации 30 000 жителей. Кратер вулкана изменился в результате извержения.Кратерное озеро, которое образовалось после последнего извержения Карталы в 1991 году и когда-то занимало большую часть днища кальдеры, теперь полностью исчезло.

### Извержение 2006—2007 года
Извержение началось в мае 2006 года и закончилось в январе 2007. Вулкан извергал тучи пепла и лаву. Из кратера на высоте двух тысяч метров стекали потоки раскаленной лавы. Облака ядовитого дыма почти полностью накрыли столицу — город Морони. Жертв и разрушений не было. После этого извержения по настоядее время в кратере действует лавовое озеро.